# Центр Гетти
Центр Гетти — музейный комплекс в Лос-Анджелесе, штат Калифорния, США, созданный трастовым фондом Пола Гетти. Помимо Музея Гетти на его территории размещены Исследовательский институт Гетти (англ. Getty Research Institute), Институт сохранения предметов искусства Гетти (англ. Getty Conservation Institute), Фонд Гетти (англ. Getty Foundation) и Гетти Траст (англ. J. Paul Getty Trust).
Центр открылся для посетителей 16 декабря 1997 года. Построен на вершине холма, с подножием которого связан тремя фуникулёрами. Известен архитектурой своих зданий, садами с экспозицией скульптур и видами на расположенный внизу Лос-Анджелес.
Центр Гетти спроектировал американский архитектор Ричард Мейер. В проект заложены дополнительные меры безопасности, связанные с землетрясениями и пожарами.

## История

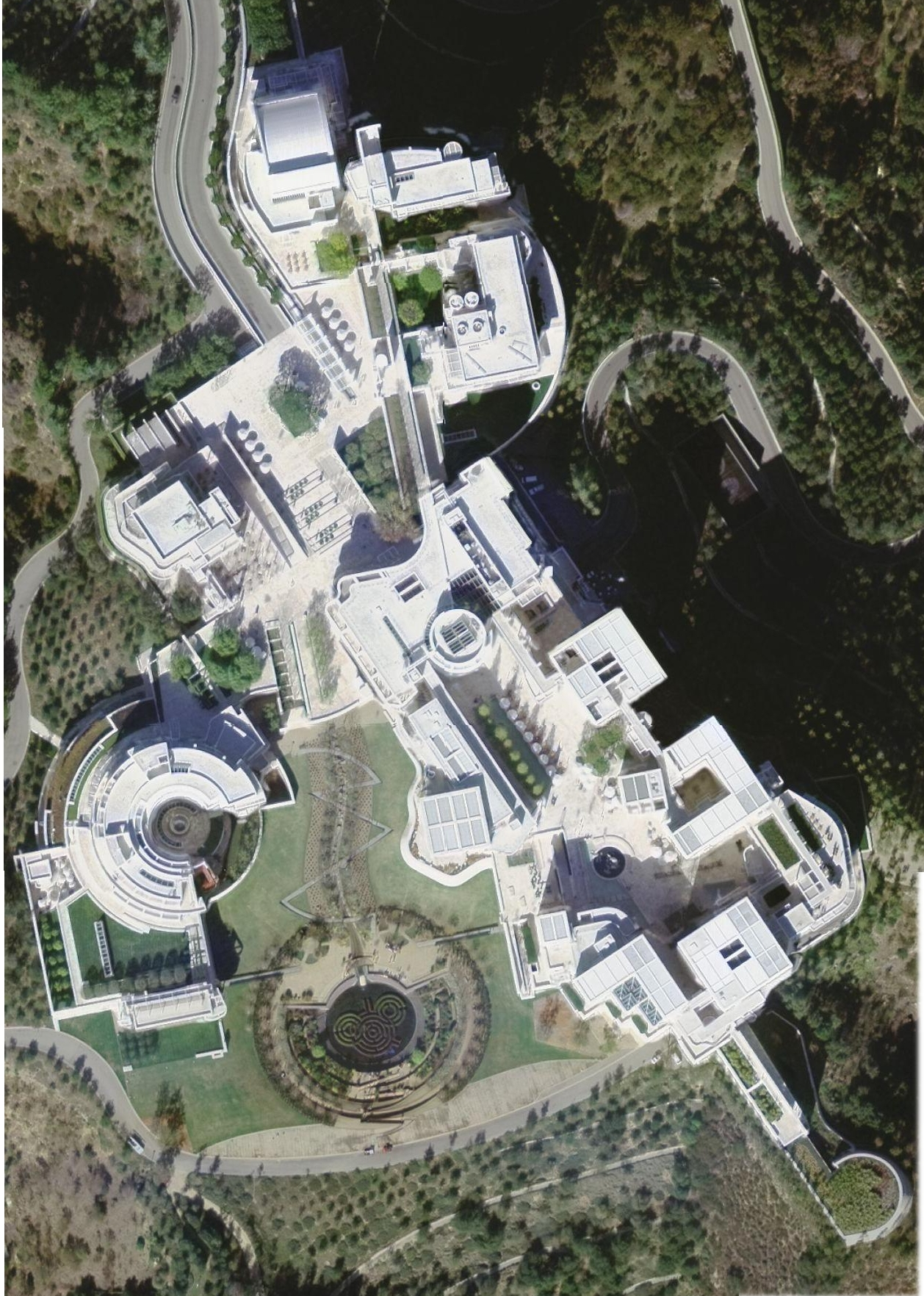
Вид со спутника на Центр Гетти

В 1954 году Гетти открыл музей изобразительных искусств в доме в Пасифик-Палисейдс, Лос-Анджелес. В 1974 году для увеличения площадей в том же районе было построено здание в итальянском стиле. Когда коллекция вновь превысила возможности имевшихся зданий, Гетти Траст приобрёл участок размером около 250 га в горах Санта-Моника, из которых для строительства было выделено 10 га, остальная территория сохранялась в первозданном виде.
В 1984 году для строительства центра был приглашён архитектор Ричард Мейер Строительство происходило со срывом сроков и вместо 1988 года завершилось только к 1997 году По имеющимся оценкам, изначальная стоимость возросла с $350 млн. до $1,3 млрд.. С открытием нового музея на длительную реставрацию закрылся старый комплекс в Пасифик-Палисейдс, вернувшийся к работе в начале 2006 года.

## Архитектура

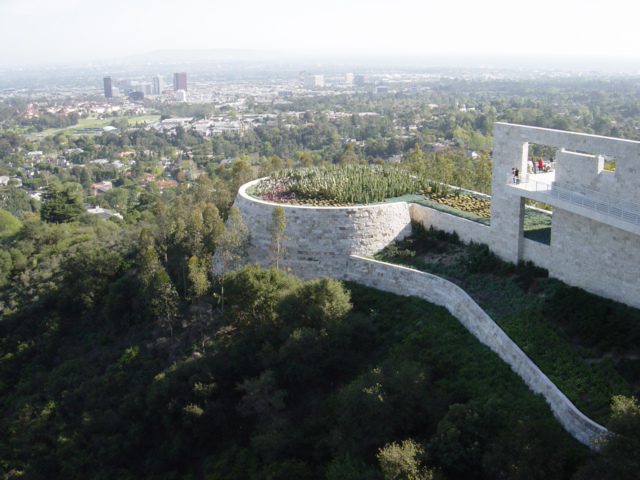
Сад Кактусов в южной части Центра Гетти

Мейер использовал для строительства два естественных горных хребта, расходящихся под углом 22,5°. Параллельно одному были расположены музейные здания, параллельно другому — административные, образуя выраженные линии перспективы. Из всех зданий, привязанных к этим линиям, у выставочного и восточного павильонов и некоторые части выравнены строго с севера на юг.
Здания центра построены из бетона и стали с облицовкой из травертина или алюминия. По территории размещено несколько фонтанов, который создают фоновый шум. В отличие от первоначального замысла, вокруг фонтанов установлены скамейки и заграждения, чтобы не позволять посетителям заходить в воду. Также дополнительные изменения были проведены с целью повышения доступности центра для людей с пониженной мобильностью.

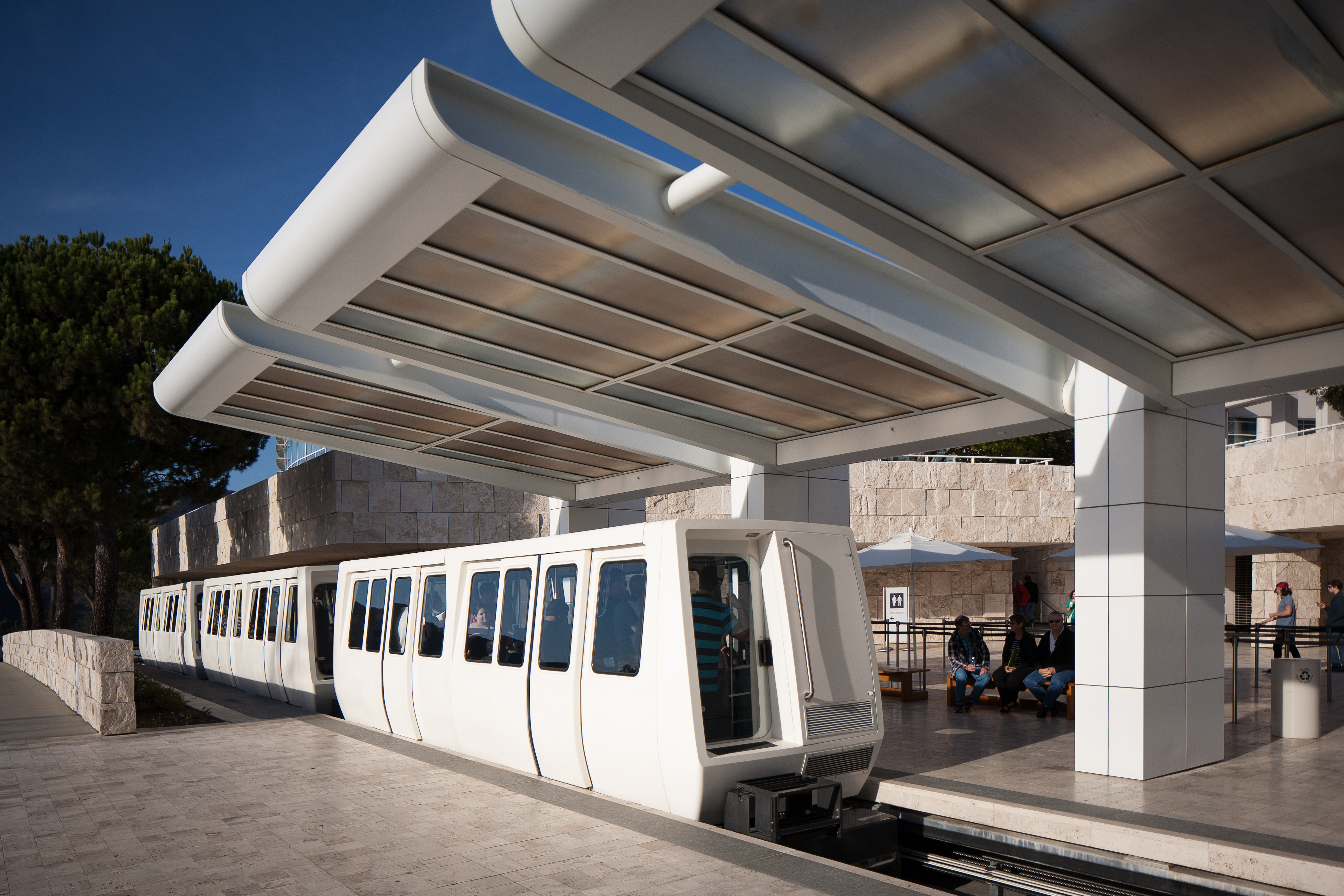
Станция фуникулёра

Северная оконечность территории содержит круглую травяную площадку, предназначенную для посадки вертолётов. На южной оконечности разбит сад кактусов и суккулентов. Также территория очерчена дорогами, ведущими к грузовому терминалу и служебному гаражу с западной и восточной сторон от зданий. Склоны холма засажены траволистным дубом.
Центр снабжён семиэтажным подземным гаражом для посетителей, рассчитанным на 1200 парковочных мест. На крыше гаража расположен сад скульптур. Автоматический фуникулёр из трёх вагонов доставляет посетителей от гаража до вершины холма.

## Музей
Музей Гетти с показателем 1,3 млн человек в год является одним из самых посещаемых в США. В экспозиции музея представлены полотна европейских художников до XX века, рисунки, рукописи, скульптура; работы американских и европейских фотографов XIX—XX веков.

## Центральный сад

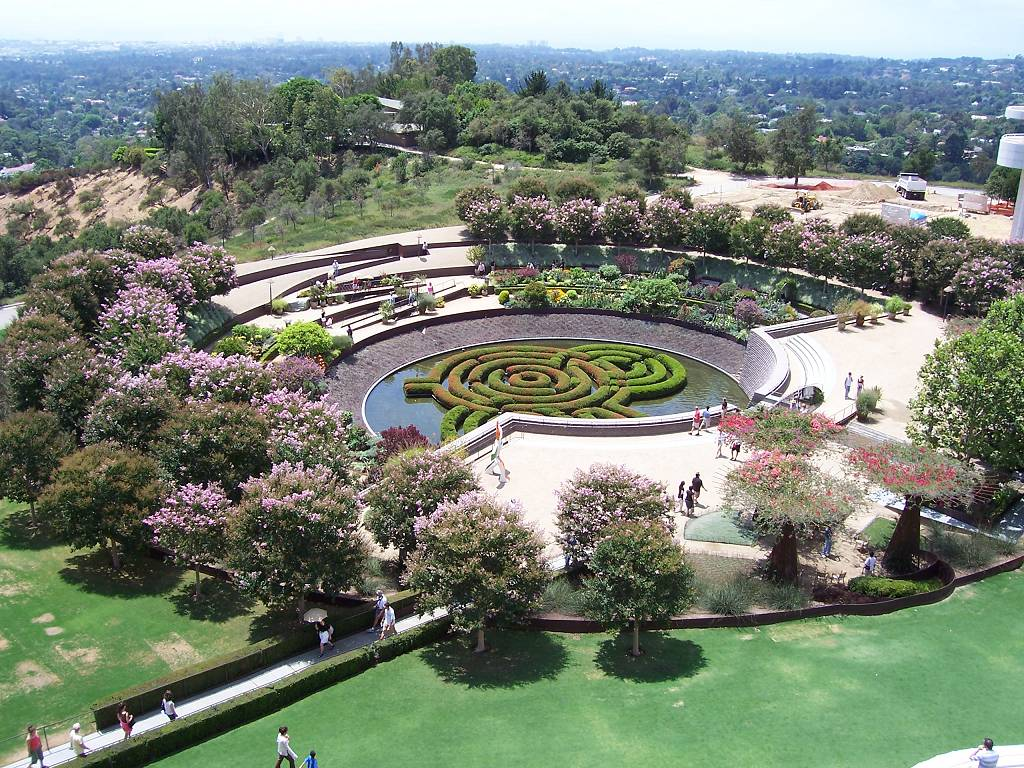
Вид на центральный сад от музея

Центральный сад Центра Гетти создан художником Робертом Ирвайном. Сам Ирвайн называл его «скульптурой в форме сада». Главную роль в саду играет вода: вода из фонтана попадает в сад в виде водопада в гроте, обустроенном в северной стене. Затем поток спускается по склону к пруду, окружённому азалиями. Русло ручья выложено камнями различного размера, что создаёт меняющийся звук текущей воды. Затем поток разделяется на три части и под несколькими мостиками достигает круглого пруда.
В 2007 году у западной части сада был организован сад скульптур, расположившийся прямо под учебным крылом Исследовательского института Гетти.

## Исследовательский институт Гетти
Исследовательский институт Гетти (англ. Getty Research Institute), созданный для изучения изобразительных искусств, расположен к западу от музея Здание построено в форме незамкнутого кольца и окружает небольшой сад. В него входит библиотека из 900 000 книг. Институт организует выставки, публикации и обучение. На первом этаже расположена картинная галерея, доступная для публики.

## Другие здания
Кроме музея и института, Мейер спроектировал три других здания: конференц-зал, северное и восточное. В них расположены Институт сохранения предметов искусства Гетти (англ. Getty Conservation Institute), Фонд Гетти (англ. Getty Foundation) и Гетти Траст (англ. J. Paul Getty Trust). Как правило, публика в эти здания не допускается, за исключением конференц-зала, где проходят публичные мероприятия.